# ميركو غوري
ميركو غوري (بالإيطالية: Mirko Gori) (4 فبراير 1993 بفروزينوني في إيطاليا - ) هو لاعب كرة قدم إيطالي في مركز الوسط. شارك مع منتخب إيطاليا تحت 16 سنة لكرة القدم. أما مع النوادي، فقد لعب مع نادي فروسينوني وItaly national football C team ‏.

## وصلات خارجية
- ميركو غوري على موقع قاعدة بيانات كرة القدم.إي يو (الإنجليزية)
- ميركو غوري على موقع Soccerway.com (الإنجليزية)
- ميركو غوري على موقع عالم كرة القدم.نت (الإنجليزية)
- ميركو غوري على موقع AS.com (الإسبانية)